# Bupleurum gibraltarium

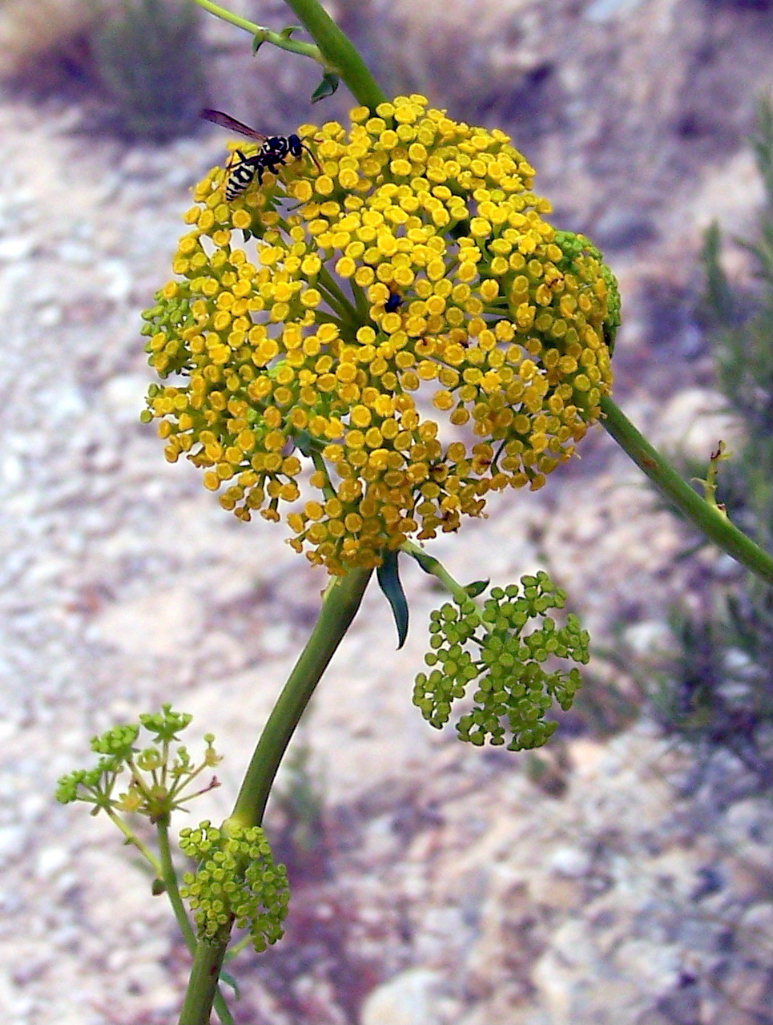
Umbela en antesis.

Bupleurum gibraltarium es una especie de planta herbácea perteneciente al género Bupleurum de la familia de las Apiaceae (Umbelliferae).
- Nota: Las habituales referencias al taxón como Bupleurum gibraltaricum (por ejemplo en[1]) se deben a un error de transcripción, la diagnosis original de Lamarck se refiere claramente a B. gibraltarium . Añade este que es posible que no sea más que una variedad de B. fruticosum,[nota 1] de tal manera que hoy día la especie no está admitida como tal y se quede como un taxón todavía sin resolver taxonómicamente.[2] Pero, otras fuentes[3] consideran que las diferencias morfológicas entre las 2 especies son suficientemente importanres para distinguirlas taxonómicamente.

## Descripción
Se trata de un arbusto de 0,60-2m de altura con tallos leñosos en la base y frecuentemente en la mitad de su longitud, poco ramosos y hojas de 3-25 por 0,3- 3cm, coriáceas, subamplexicaules, de estrecha a anchamente oblongo-lanceoladas, agudas y terminadas en un mucrón ganchudo, con nervio central bien marcado y con retículo de tenues nervios laterales, de color glauco. Las inflorescencias, en umbelas terminales y laterales, con 3-12 brácteas, de ovadas a lanceoladas, reflejas, mucho más cortas que los radios y persistentes. Las bractéolas, en número de 3-7, y de 2-9 por 2- 5mm, son subiguales, ovado-lanceoladas, poco o más largas y anchas que las flores y frutos. Dichas flores, en número de 3-25, tienen los pétalos amarillos o amarillo-verdosos y los frutos,  pedicelados, consisten en esquizocarpos de 2 mericarpos oblongos/oblongo-elípticos de 4-8 por 1-2 mm, lisos y con costillas estrechamente aladas, lisas.

## Hábitat
Se encuentra en los matorrales mediterráneos en taludes, cantiles o suelos pedregosos, a veces esquistosos o pizarrosos, a altitudes comprendidas entre 0 y 1500 m.

## Distribución
Se distribuye por el  sur de  la península ibérica y el Norte de África.

## Taxonomía
Bupleurum gibraltarium fue descrita por Jean-Baptiste de Lamarck y publicado en Encycl. Méth., Bot., vol. 1: 520, 1785
Citología
Número de cromosomas: 2n= 14.
Etimología
Bupleurum: nombre genérico que deriva de dos palabras griegas bous y pleurón, que significa "buey" y "costa". Probable referencia a las ranuras longitudinales de las hojas de algunas especies del género. Este nombre fue usado por primera vez por Hipócrates y, de nuevo, en tiempos relativamente modernos, por Tournefort y Linneo.
gibraltarium: epíteto geográfico que alude a su localización en Gibraltar.
Sinonimia
- Bupleurum verticale Ortega[5]

## Nombre común
- Castellano: adelfilla, adelfilla de Gibraltar, cluigida, clujía, colleja, crujía, crujía mayor, crujiera, cuchilleja, junciana, juncos, limonera, revientabuey de monte.[5]